# Rebecca DiPietro
Rebecca DiPietro (nacida el 14 de abril de 1979 en East Providence, Rhode Island) es una modelo estadounidense conocida por haber trabajado para la World Wrestling Entertainment en su división ECW como reportera de detrás de escena.

## World Wrestling Entertainment

### WWE Diva Search
Rebecca fue finalista del año 2006 en WWE Diva Search. En la edición de RAW del 31 de julio de 2006, Rebecca fue eliminada del concurso, por lo que se convirtió en la tercera concursante en ser eliminada. A pesar de ser eliminada de la contienda, fue contratada por la WWE cuatro días después. A pesar de que fue eliminada fue contratada por la WWE cuatro días después de su eliminación.
Entre sus créditos en el modelaje se incluyen aparecer en la revista Playboy, ser la Playboy Cyber Girl de la semana por la primera semana de junio de 2003, chica de tapa de la revista Stuff y fue Miss Hawaiian Tropic USA 2005.

### Deep South Wrestling
Rebecca fue contratada por la WWE el 4 de agosto de 2006 y fue asignada a Deep South Wrestling, LLC en McDonough, Georgia. Rebecca hizo su debut en Deep South el 3 de septiembre de 2006 en un segmento detrás de escena con Matt Striker. El 14 de septiembre de 2006, en Deep South TV Tapings, Rebecca participó en un Bikini Contest, en el cual Tracy Taylor resultó la ganadora. En medio de octubre de 2006, Rebecca empezó a aparecer en ECW House Shows.

### Extreme Championship Wrestling
Rebecca debutó en la ECW como reportera detrás de escena en la edición del 17 de octubre de 2006 de ECW on Sci-Fi donde realizó entrevistas con Rob Van Dam y The Big Show antes del evento principal. Rebecca hizo su primera aparición en un PPV en Cyber Sunday, donde fue una lumberjack en la Diva Lumberjack match por el Campeonato Femenino entre Lita y Mickie James.
Fue liberada de la WWE el 22 de marzo del 2007.